# Chikkanahalli, Dod Ballapur
Chikkanahalli là một làng thuộc tehsil Dod Ballapur, huyện Bangalore Rural, bang Karnataka, Ấn Độ.